# مردستان (رقة)
مردستان (بالإنجليزية: Murdestan, South Khorasan)‏ هي مستوطنة تقع في إيران في قسم رقة الريفي. يقدر عدد سكانها بـ 224 نسمة .